# 雷州換鼓
雷州换鼓为中国古代雷州先民在雷祖祠中举行的一种祭祀活动，以击鼓，换鼓等仪式来模拟雷声，祭祀在中国神话传说中掌管雷的神明雷公，以祈祷风调雨顺。

## 历史
中国雷州是世界上两大雷区之一， 雷州土地贫瘠，干旱频发，耕种依赖于雷雨带来的降水，因而当地先民发展出一套独特的的仪式，通过求雷，盼雷，敬雷的“祭雷”活动，祈求天降甘霖。因为只有打雷才会下雨，而下雨才能有丰收，雷声越大也就意味着雨越大。

## 评价
中国明代文学家冯梦龙在《警世通言》中将其与广德埋藏，登州海市与钱塘江潮等共称为“中国天下四绝”，雷州换鼓为四绝之首。